# Daumesnil
Daumesnil is een station van de metro in Parijs langs metrolijnen 6 en 8 in het 12e arrondissement.
Het station is een eerbetoon aan Pierre Daumesnil (1776-1832), die een been verloor in de Slag bij Wagram. In 1814 weigerde hij het kasteel van Vincennes over te leveren aan de Russen waarbij hij zei: "Je rendrai Vincennes quand on me rendra ma jambe." (Ik zal Vincennes teruggeven, als men mij mijn been teruggeeft.) In 1830 weigerde hij opnieuw om zich over te leveren, ditmaal aan de ministers van Karel X van Frankrijk, die er werden vastgehouden.
Het station is ook een eerbetoon aan Felix Éboué (1884-1944), gouverneur van Guadeloupe in 1936 en gouverneur van Tsjaad in 1938. Vanaf 1940 sloot hij zich aan bij de Vrije Fransen (Frans: Forces Françaises Libres), waardoor hij gouverneur-generaal werd van Frans-Equatoriaal-Afrika.

## Geschiedenis
Het station werd geopend op 1 maart 1909 bij de opening van metrolijn 6 tussen station Place d'Italie en station Nation. Op 5 mei 1931 werd het station uitgebreid met perrons langs metrolijn 8.

## Aansluitingen
- Bus RATP: 29 - 46 - 64

## In de omgeving
- Promenade plantée

Charles de Gaulle - Étoile · Kléber · Boissière · Trocadéro · Passy · Bir-Hakeim · Dupleix · La Motte-Picquet - Grenelle · Cambronne · Sèvres - Lecourbe · Pasteur · Montparnasse - Bienvenüe · Edgar Quinet · Raspail · Denfert-Rochereau · Saint-Jacques · Glacière · Corvisart · Place d'Italie · Nationale · Chevaleret · Quai de la Gare · Bercy · Dugommier · Daumesnil · Bel-Air · Picpus · Nation
Balard ·
Lourmel ·
Boucicaut ·
Félix Faure ·
Commerce ·
La Motte-Picquet - Grenelle ·
Champ de Mars ·
École Militaire ·
La Tour-Maubourg ·
Invalides ·
Concorde ·
Madeleine ·
Opéra ·
Richelieu - Drouot ·
Grands Boulevards ·
Bonne Nouvelle ·
Strasbourg - Saint-Denis ·
République ·
Filles du Calvaire ·
Saint-Sébastian - Froissart ·
Chemin Vert ·
Bastille ·
Ledru-Rollin ·
Faidherbe - Chaligny ·
Reuilly - Diderot ·
Montgallet ·
Daumesnil ·
Michel Bizot ·
Porte Dorée ·
Porte de Charenton ·
Liberté ·
Charenton - Écoles ·
École Vétérinaire de Maisons-Alfort ·
Maisons-Alfort - Stade ·
Maisons-Alfort - Les Juilliottes ·
Créteil - L'Échat ·
Créteil - Université ·
Créteil - Préfecture ·
Pointe du Lac